# Masă atomică
Masa atomică (notată ma) a unui element chimic din tabelul periodic este masa unui atom din acel element. Unitatea de măsură este unitatea atomică de masă, simbolizată uam, u sau Da (Dalton). O unitate atomică de masă este definită ca fiind 1⁄12 din masa unui singur atom al izotopului de carbon-12.
Pentru atomi, protonii și neutronii din nucleu prezintă aproape toată masa, așadar masa atomică măsurată în uam are aproape aceeași valoare cu numărul de masă.
Prin Ordonanța nr.104 din 30 august 1999 pentru modificarea și completarea prevederilor Ordonanței Guvernului nr.20/1992 privind activitatea de metrologie , la subcapitolul referitor la Unități de măsură care nu fac parte din Sistemul Internațional de Unități (SI) se definește și
- unitate de masă atomică (unificată) u

1 u = 1,660 540 2(10) x 10−27 kg (cu o incertitudine relativă de 0,59 x 10−6)